# Bromus speciosus
Bromus speciosus är en gräsart som beskrevs av Christian Gottfried Daniel Nees von Esenbeck. Bromus speciosus ingår i släktet lostor, och familjen gräs. Inga underarter finns listade i Catalogue of Life.